# Volendam
Volendam – miejscowość w Holandii w prowincji Holandia Północna w gminie Edam-Volendam. Znana miejscowości turystyczna. Do zamknięcia wód Zuiderzee tamą Afsluitdijk, funkcjonował tu duży port rybacki. Większość mieszkańców wsi jest wyznania rzymskokatolickiego co jest rzadkością w Holandii. Podobnie jak w Marken, w miejscowości zachowana i kultywowana jest tradycja oraz stroje ludowe.
Z Volendam pochodzi Debbie Bont, holenderska piłkarka ręczna.

## Historia
Pierwotnie miejscowość znajdowała się w pobliżu rzeki IJe jednak w 1357 roku, z powodu przekopania kanału do portu w mieście Edam, Volendam zostało przeniesione bliżej Zuiderzee.

## Linki zewnętrzne

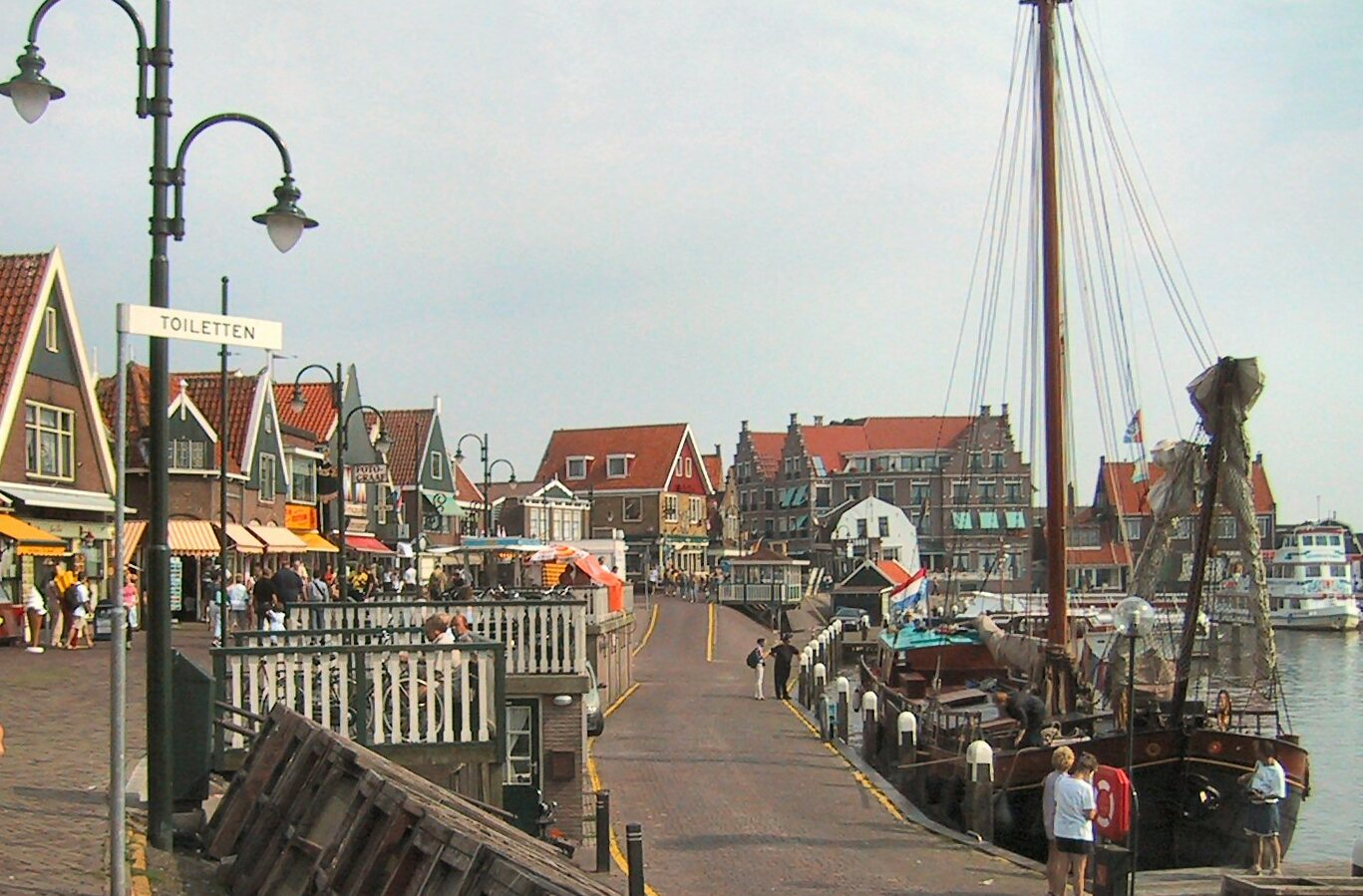
Port w Volendam

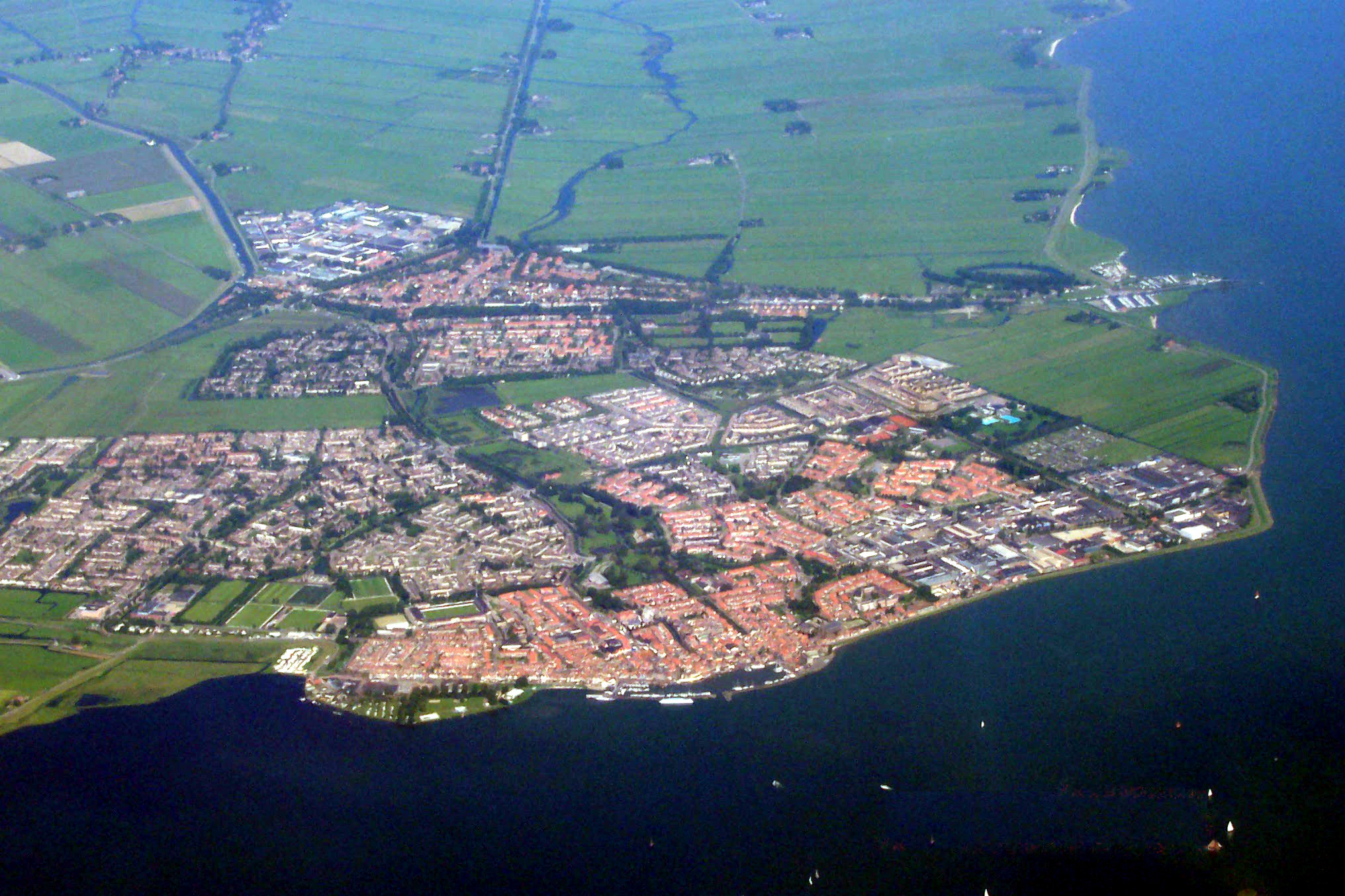
Volendam z lotu ptaka